# Botryosphaeriales
Die Botryosphaeriales sind eine Ordnung der Schlauchpilze. Sie enthalten viele Pflanzenschädlinge.

## Merkmale
Die Fruchtkörper (Ascomata) sind uni- bis multiloculär und besitzen mehrschichtige, dunkelbraune Wände. Sie stehen einzeln oder in Gruppen und sind häufig in Stroma-Gewebe eingebettet. Die Ascuswand ist zweischichtig (bitunicat), mit einer dicken (inneren) Endotunica. Die Form des Fruchtkörpers ist gestielt oder sitzend, mit einer gut entwickelten Apikalkammer. Hyaline, septierte Pseudoparaphysen kommen vor. Die Ascosporen sind hyalin oder pigmentiert, können septiert sein. Die Form ist ellipsoidisch bis eiförmig. Ein Schleim-Anhängsel oder -scheide kann vorhanden sein.
Die Anamorphen bilden ein- bis multiloculäre Pyknidien, die häufig in Stroma-Gewebe eingebettet sind. Die konidienbildenden Zellen sind hyalin und phialidisch, die Konidien sind hyalin oder pigmentiert, dünn- oder dickwandig, die bei manchen Arten Schleim-Scheiden oder -Anhängsel besitzen.

## Systematik
Eriksson (2006) führte die Familie noch als „Dothideomycetes et Chaetothyriomycetes incertae sedis“: Schoch et al. haben im gleichen Jahr die Familie in eine eigene Ordnung Botryosphaeriales gestellt, die innerhalb der Dothideomycetes keiner Unterklasse zugeordnet wird. Bis 2020 wurden dann aber mehrere neue Familie erstbeschrieben.
Nach Hongsanan und Mitarbeiter (2020) gibt es folgende Familien und Gattungen:
- Aplosporellaceae
  - Alanomyces
  - Aplosporella

- Botryosphaeriaceae
  - Alanphillipsia
  - Barriopsis
  - Botryobambusa
  - Botryosphaeria
  - Cophinforma
  - Diplodia
  - Dothidotthia
  - Endomelanconiopsis
  - Eutiarosporella
  - Lasiodiplodia
  - Macrophomina
  - Marasasiomyces
  - Mucoharknessia
  - Neodeightonia
  - Neofusicoccum
  - Neoscytalidium
  - Oblongocollomyces
  - Phaeobotryon
  - Sakireeta
  - Sardiniella
  - Sphaeropsis
  - Tiarosporella

- Melanopsaceae
  - Melanops

- Phyllostictaceae
  - Phyllosticta
    - Phyllosticta ampelicida: Erreger der Schwarzfäule der Rebe

  - Pseudofusicoccum

- Planistromellaceae
  - Kellermania
  - Mycosphaerellopsis
  - Planistroma
  - Umthunziomyces

- Saccharataceae
  - Pileospora
  - Saccharata
  - Septorioides

- Botryosphaeriales incertae sedis
  - Auerswaldiella
  - Coccostromella
  - Leptoguignardia
  - Metameris
  - Phyllachorella
  - Pilgeriella
  - Sivanesania
  - Vestergrenia